# Pyrausta determinata
Pyrausta determinata là một loài bướm đêm trong họ Crambidae.